# Ahmed Bamsaud
Ahmed Bamsaud (en árabe: أحمد با مسعود‎; 22 de noviembre de 1995) es un futbolista saudí que juega en la demarcación de defensa para el Al-Fayha F. C. de la Liga Profesional Saudí.

## Selección nacional
Tras jugar con la selección de fútbol sub-23 de Arabia Saudita, finalmente hizo su debut con la selección absoluta el 27 de septiembre de 2022 en un encuentro amistoso contra Estados Unidos que finalizó con un resultado de empate a cero.

## Clubes
| Club                     | País           | Año       | Partidos | Goles |
| ------------------------ | -------------- | --------- | -------- | ----- |
| Al-Hilal Saudi F. C.     | Arabia Saudita | 2017      | 0        | 0     |
| Al-Fayha F. C.           | Arabia Saudita | 2017-2022 | 102      | 4     |
| Al-Ittihad Jeddah Club   | Arabia Saudita | 2022-2025 | 52       | 2     |
| Al-Ettifaq Club (cedido) | Arabia Saudita | 2025      | 7        | 0     |
| Al-Fayha F. C.           | Arabia Saudita | 2025-     |          |       |

## Palmarés

### Campeonatos nacionales
| Título                      | Club           | País           | Año  |
| --------------------------- | -------------- | -------------- | ---- |
| Copa del Rey de Campeones   | Al-Fayha F. C. | Arabia Saudita | 2022 |
| Supercopa de Arabia Saudita | Al-Ittihad     | Arabia Saudita | 2023 |
| Liga Profesional Saudí      | Al-Ittihad     | Arabia Saudita | 2023 |